# Kemoattraktáns
A kemoattraktánsok olyan szervetlen vagy szerves anyagok, melyek az elmozdulásra képes sejtek kiváltó inger irányába történő kemotaxisát képesek kiváltani. A kemoattraktánsok hatásaikat ismert és jellemzett vagy hipotetikus kemotaxis-receptorokon keresztül fejtik ki. A kemoattraktáns jellegű ligand hatása célsejt specifikus és koncentrációfüggő. A leggyakrabban vizsgált kemoattraktánsok a formil-peptidek és a kemokinek. A kemoattraktánsokkal ellentétes hatást kifejtő anyagokat kemorepellensnek nevezzük.